# Ocupación estadounidense de la República Dominicana (1916-1924)
La primera ocupación estadounidense de la República Dominicana se produjo entre 1916 y 1924. Fue una de las numerosas intervenciones en América Latina realizadas por las fuerzas militares estadounidenses. El 13 de mayo de 1916, el contraalmirante William Banks Caperton obligó al secretario de Guerra de la República Dominicana Desiderio Arias, quien había ocupado el cargo durante el gobierno de Juan Isidro Jimenes Pereyra, a abandonar Santo Domingo bajo la amenaza de realizar un bombardeo naval a la ciudad.
El primer enfrentamiento importante se produjo el 27 de junio de 1916, en Las Trincheras, una posición defensiva utilizada durante mucho tiempo por los ejércitos revolucionarios. Los dominicanos lo imaginaban tan inexpugnable que lo llamaron "Verdún." Los infantes de marina utilizaron artillería de campaña para bombardear las trincheras, ametralladoras colocadas detrás de las tropas para sofocar el fuego de los rifles de los rebeldes, y luego rápidos ataques de bayoneta para expulsar a los rebeldes de las trincheras. Un enfrentamiento mayor ocurrió el 3 de julio, en La Barranquita, cuando 80 dominicanos cavaron trincheras en dos colinas que bloqueaban el paso a Santiago y mantuvieron el fuego de un solo tiro contra las armas automáticas de los marines antes de que los marines los expulsaran. En noviembre, Estados Unidos impuso un gobierno militar al mando del contralmirante Harry Shepard Knapp.
Campillo Pérez, el gobernador de una provincia del sureste, se negó a aceptar la situación y organizó una revuelta con unos cientos de nacionalistas. Los infantes de marina estadounidenses capturaron su fortaleza, pero no antes de que él hubiera dirigido una fuerza de 200 efectivos al interior de la isla para comenzar una guerra de guerrillas. Cuando se retiraron las fuerzas estadounidenses en 1924, 144 infantes de marina habían muerto en acción. Los dominicanos sufrieron 950 bajas entre muertos y heridos.

## Antecedentes
A principios del siglo XX, República Dominicana se encontraba en una situación complicada. Después del asesinato de Ulises 'Lilís' Heureaux, su vicepresidente, Wenceslao Figuereo, asumió la presidencia e intentó mantener el régimen lilista vivo, pero este fue derrocado un mes después por uno de los ajusticiadores de Heureaux, el General Horacio Vásquez, quien organizó elecciones ese mismo año y subió a la presidencia Juan Isidro Jimenes. 
Por los próximos tres años, la situación pareció calmar, pero en 1902, Vásquez lanzó su golpe y disolvió el congreso, pero el golpe no cayó bien con el pueblo, y con una fuerte crisis económica y la amenaza de una intervención estadounidense aterrorizando el país, un contragolpe fue lanzado el año siguiente, liderado por Alejandro Woss y Gil, causando una corta guerra civil entre los golpistas y los lealistas a Vásquez, pero este terminó perdiendo y forzado a ceder la presidencia. Luego de seis meses, con Woss y Gil habiendo ganado la presidencia en elecciones fraudulentas, otro golpe fue lanzado por el gobernador de Puerto Plata, Carlos Morales Languasco, quien tomó la presidencia el 25 de noviembre de 1903. En febrero de 1904, el crucero de guerra estadounidense USS Yankee, el cual estaba patrullando las costas de Santo Domingo y monitoreando una batalla entre las fuerzas de Morales y rebeldes nacionalistas, y este barco decidió poner a unas tropas en lanchas para monitorear más cercanamente la batalla, y los rebeldes, pensando que iban por ellos, abrieron fuego contra las tropas estadounidenses, matando a un teniente. Esto provocó a los estadounidenses a lanzar una expedición punitiva contra estos rebeldes el 11 de febrero, aniquilando a la milicia rebelde. Al año siguiente, gracias a las presiones internas y externas hacia Morales, este fue forzado a renunciar y dar el paso a Ramón Cáceres, quien subió a la presidencia a finales de diciembre de 1905.
Cáceres fue un hombre de mano dura durante su mandato, y se mostró a principios de 1906, cuando se tuvo que enfrentar a una rebelión por el caudillo Desiderio Arias en Monte Cristi. Cáceres fue a la zona con sus tropas personalmente, devastando la región y sofocando la insurrección. El presidente también hizo acuerdos con los Estados Unidos para reducir la deuda nacional y externa, como la Convención Dominico-Americana en 1907, donde los estadounidenses lograron tomar control de 50 % de las aduanas dominicanas. Cáceres fue presidente 5 años, hasta ser asesinado el 19 de noviembre de 1911, desencadenando 5 años más de inestabilidad política.
Entre 1911-1914, hubo seis presidentes, todos durando unos meses, hasta las elecciones de 1914, cuando fue reelegido Juan Isidro Jimenes a la presidencia. En noviembre de 1915, los Estados Unidos propuso la infamosa nota 14, la cual era una lista de demandas hacia los dominicanos, que incluía el nombramiento de un funcionario estadounidense para controlar las finanzas del país, la disolución del ejército dominicano a cambio de una Guardia Civil bajo el comando de un militar estadounidense, ceder la responsabilidad de los servicios de correo y telégrafos a un funcionario estadounidense, y ceder el control total de las aduanas a los Estados Unidos. Estas demandas no fueron aceptadas por el presidente Jimenes.

## Ocupación

Ilustración de los marines estadounidenses arribando a Santo Domingo, 1916.

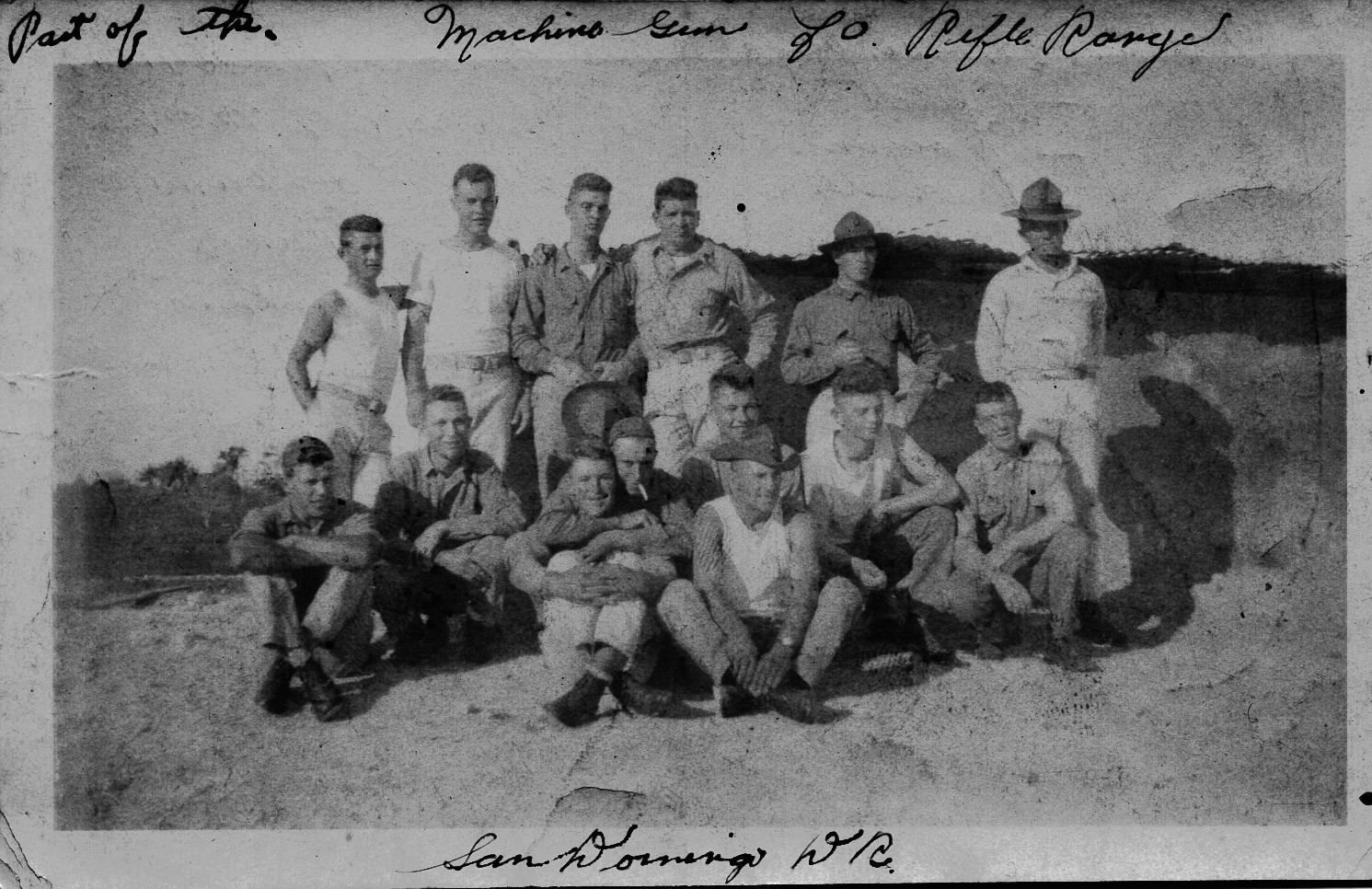
Marines de Estados Unidos durante la ocupación de República Dominicana

Poco después, a principios de 1916, estallaron rebeliones armadas horacistas en el Cibao, y los Estados Unidos ofreciό mandar tropas para pelear a favor de Jimenes, pero este rechazό, sabiendo lo que intentaban los estadounidenses, y ofreciό que en vez los estadounidenses le mandaran armas a las fuerzas de Jimenes. Pero los estadounidenses no hicieron caso, y comoquiera desembarcaron los marines en Santo Domingo el 4 de mayo. 
Los marines impusieron el «orden» en la mayor parte de la república, con excepción de la región oriental. A consecuencia de la ocupación, el presupuesto del país se equilibró, disminuyó la deuda externa y se retomó el crecimiento económico. La fuerza de ocupación propició la realización de importantes proyectos de infraestructura como la creación de nuevas carreteras que unieron todas las regiones del país por primera vez en la historia. También se creó la Guardia Nacional, una organización militar profesional que sustituyó a las fuerzas partidistas de carácter caudillista que habían librado una lucha interminable por el poder.
La mayoría de los dominicanos, sin embargo, se resintió por la pérdida de su soberanía a manos de los extranjeros. El país quedó en manos del Departamento de Marina estadounidense. Un movimiento guerrillero conocido como los "gavilleros" contó con el apoyo de la población en las provincias orientales de El Seibo y San Pedro de Macorís. Estos insurgentes, sobre la base de su mejor conocimiento del terreno local, lucharon contra la ocupación de Estados Unidos desde 1917 hasta 1921. No obstante, las fuerzas estadounidenses mantuvieron el orden durante este período de insurrección hasta que en 1921, los gavilleros fueron definitivamente superados por la supremacía aérea de los ocupantes y los métodos de contrainsurgencia y acoso constante aplicados por los militares estadounidenses. Unas 1000 personas, incluidos 140 marines estadounidenses, murieron durante el conflicto.

## Retirada
Después de la Primera Guerra Mundial, la opinión pública en Estados Unidos comenzó a manifestarse en contra de la ocupación. Wilson sopesó la conveniencia de evacuar la isla, pero no llegó a tomar medida alguna. Warren G. Harding, quien sucedió a Wilson en marzo de 1921, había hecho campaña contra las ocupaciones de Haití y la República Dominicana. Una de las primeras medidas del nuevo presidente estadounidense fue nombrar un nuevo gobernador, Robinson, más favorable a la retirada militar de la república caribeña. Escogió también un nuevo responsable de las aduanas dominicanas, pues pretendía equilibrar las finanzas del país antes de concluir la ocupación.
En junio de 1921, representantes de Estados Unidos presentaron una propuesta de retirada, conocida como el Plan Harding, que abogaba por la ratificación dominicana de todos los actos del gobierno militar, la aprobación de un préstamo estadounidense de 2,5 millones de dólares para obras públicas y otros gastos, la aceptación de los oficiales de la policía creada por los estadounidenses o Guardia Nacional y la celebración de elecciones bajo la supervisión de los Estados Unidos. La policía dominicana quedaría durante un cierto periodo sometida al mando de oficiales de los Estados Unidos. El gobernador estadounidense pretendía formar un nuevo Gobierno al que ceder el poder cuando sus fuerzas abandonasen el país mediante una serie de votaciones.
La reacción popular al plan fue abrumadoramente negativa. Se desataron una serie de protestas que culminaron con una gran manifestación frente a la residencia del gobernador. La prensa, los dirigentes políticos y la mayoría de la población exigían una evacuación inmediata e incondicional. La permanencia de una misión militar estadounidense y el control de la policía hizo que los críticos tildasen el resultado del plan de protectorado encubierto. Los dirigentes de los cuatro partidos políticos de la república se negaron rotundamente a aceptar el plan y a participar en las elecciones previstas, en parte por la presión popular, que no admitía concesiones. Los intentos del secretario de Estado estadounidense Hughes para atraerse a los descontentos con ciertas concesiones fracasaron y el gobernador Robinson anuló la convocatoria de elecciones a asambleas regionales, primer paso de su fallido plan. El principal escollo en las negociaciones por parte estadounidense era la negativa dominicana a aceptar el pago de los préstamos que había contraído la administración ocupante, que era fundamental para los estadounidenses. Para los dominicanos, toda presencia militar estadounidense resultaba intolerable. Dado el estancamiento de las negociaciones y la crisis económica, el gobierno militar se aprestó a continuar la ocupación y a solicitar un nuevo empréstito en marzo de 1922.
Algunos líderes dominicanos, sin embargo, utilizaron el plan como base para nuevas negociaciones que terminaron en un acuerdo entre el secretario de Estado de Estados Unidos Charles Evans Hughes y el embajador dominicano en Estados Unidos Francisco J. Peynado el 30 de junio de 1922. Este acuerdo permitió la selección de un presidente provisional para gobernar hasta que las elecciones pudieran ser organizadas. A cambio de ceder el poder y el control de la policía al nuevo Gobierno dominicano, los representantes caribeños aceptaban respetar las medidas aprobadas durante la ocupación. Bajo la supervisión del emisario Sumner Welles, representante personal del presidente Harding encargado de organizar la evacuación, Juan Bautista Vicini Burgos asumió la presidencia provisional el 21 de octubre de 1922. Welles, que quedó como principal representante estadounidense en la isla pese a carecer de cargo oficial, logró que los partidos dominicanos aceptasen el acuerdo alcanzado por Hughes en los Estados Unidos. Las negociaciones entre el gobierno militar y los políticos dominicanos, en las que Welles tuvo que mediar, fueron complicadas, en especial por el desacuerdo entre las dos partes sobre el control de la policía, que Robinson deseaba mantener al menos durante unos seis meses y los dominicanos deseaban recibir inmediatamente después de que se formase el nuevo Gobierno. Welles tuvo que solicitar el respaldo personal del presidente Harding para vencer la oposición de Robinson a las concesiones, que se basaba fundamentalmente en motivos militares, mientras que los dominicanos daban más importancia a los aspectos políticos de las cuestiones.
Tras las elecciones, el nuevo Gobierno provisional tomó posesión el 21 de octubre. En las elecciones presidenciales del 15 de marzo de 1924, Horacio Vásquez Lajara, un antiguo aliado y colaborador de los Estados Unidos, derrotó a Peynado fácilmente. El Partido Alianza de Vásquez también obtuvo una cómoda mayoría en ambas cámaras del Congreso. Con su ascenso al poder el 12 de julio, el control de la República regresó a manos dominicanas. La retirada de las fuerzas estadounidenses comenzó en junio de ese año, y concluyó el 18 de septiembre.

## Consecuencias
A pesar de la retirada de las tropas de ocupación, se mantuvo la preocupación respecto a la recaudación y uso de los ingresos aduaneros del país. Para solucionar este problema, representantes de Estados Unidos y del gobierno de República Dominicana se reunieron en una convención y firmaron un tratado el 27 de diciembre de 1924, mediante el cual se cedió a Estados Unidos el control sobre los ingresos aduaneros del país. Este tratado fue motivo de un largo resentimiento entre Estados Unidos y el pueblo dominicano hasta que en 1944, el tratado Trujillo-Hull derogó el anterior y  los ingresos aduaneros del país volvieron de nuevo a ser administrados por el gobierno dominicano. 
Una de las consecuencias de la ocupación fue el ascenso al poder de Rafael Leónidas Trujillo. Trujillo, miembro de la Guardia Nacional creada a principio de 1919 por Estados Unidos y no obstante a ser una persona de calidad moral cuestionable, recibió altas calificaciones por parte de los oficiales militares estadounidenses y finalmente se convirtió en jefe de personal del ejército del país en 1928. 
A raíz de las elecciones fraudulentas de 1930, Trujillo fue nombrado presidente del país. A pesar de que el Departamento de Estado de los Estados Unidos vio en Trujillo una especie de "Frankenstein, que cobró vida gracias a los Marines de Estados Unidos" y que probablemente sería causa de nuevos levantamientos, fue apoyado por el gobierno estadounidense cuando sus tácticas de mano dura evitaron la necesidad de una intervención militar. Gracias al beneficio del control de Estados Unidos sobre las aduanas del país, Trujillo pudo desviar fondos para su ejército y suprimir la disidencia interna. 
La corrupción política, la fuerza militar, la tortura, el asesinato, el nepotismo, los monopolios comerciales y el manejo personalista del tesoro nacional de la República, le permitió a Trujillo acallar a sus opositores y amasar una fortuna superior a los 800 millones de dólares de la época.

## Galería

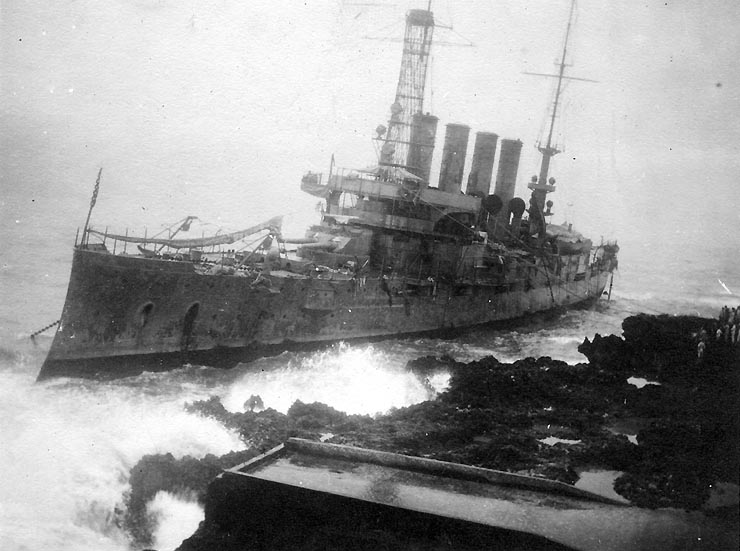
USS Memphis naufragó en Santo Domingo, República Dominicana, donde fue arrojado a tierra por los maremotos en la tarde del 29 de agosto de 1916.
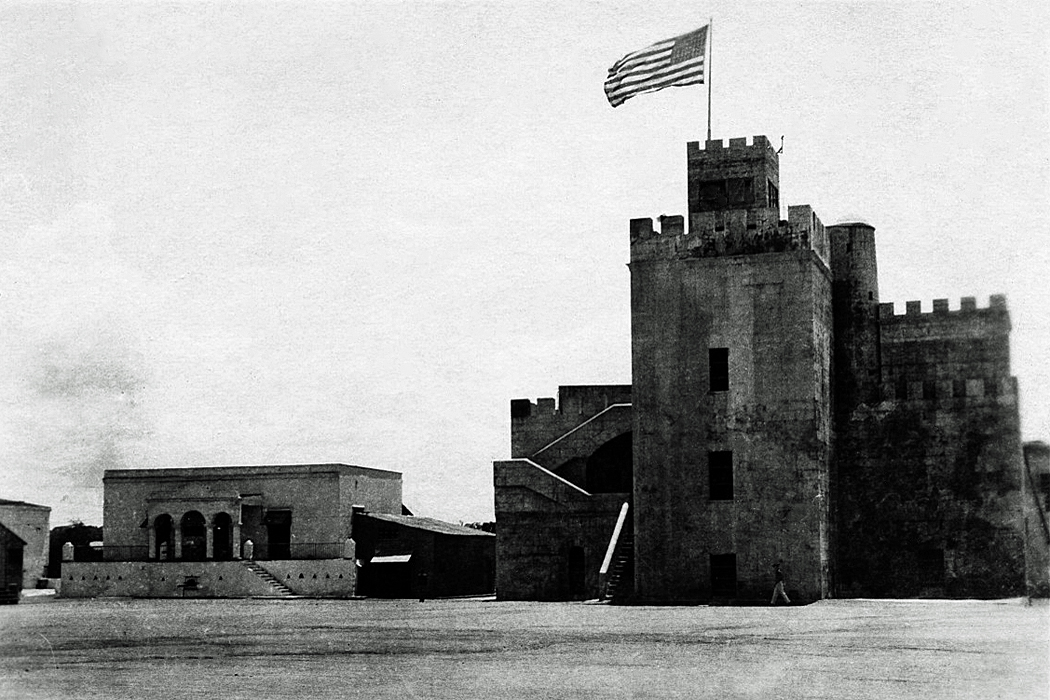
La bandera de los Estados Unidos ondeando sobre la Fortaleza Ozama.
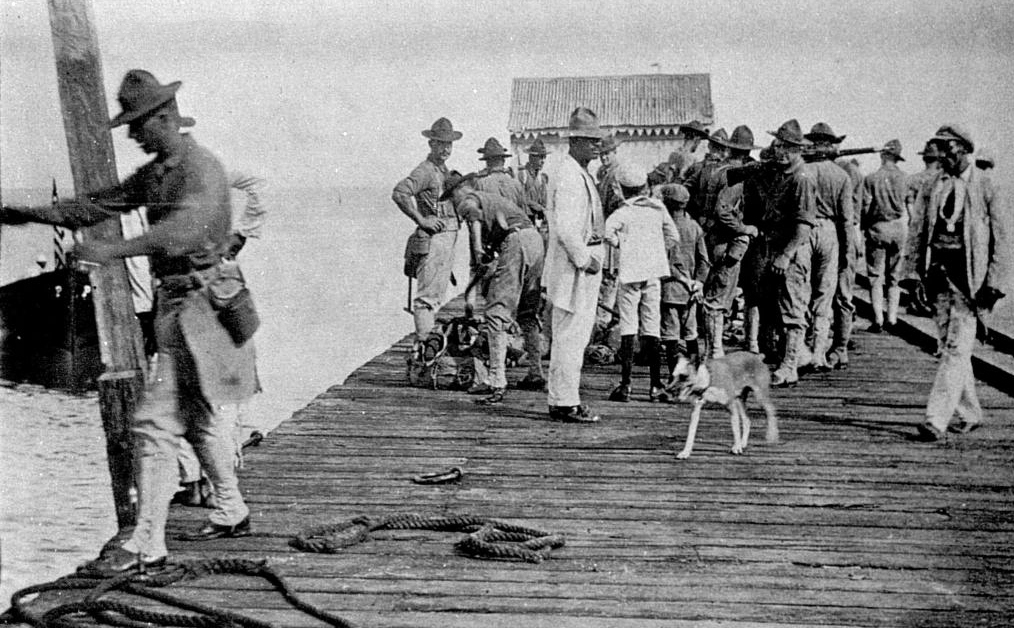
Marines estadounidenses